# Поріг, або Місце, де все починається
«Поріг», або «Місце, де все починається» — короткий роман американської письменниці Урсули Ле Гуїн, вперше опублікований 1980 року як «Місце, де все починається» (англ. «The Beginning Place»). У 1986 році передрукований під назвою «Поріг» (англ. «Threshold»). «Місце, де все починається» — поєднання реалізму та фентезі. Епіграф роману «Що це за річка, через яку протікає Ганг?» цитується Хорхе Луїс Борхес. Роман став об'єктом критичних досліджень, в яких порівнювали його з «Хроніками Нарнії» Клайва С. Льюїса, романом «Крізь задзеркалля» Льюїса Керролла та «Як вам це подобається» Вільяма Шекспіра.
Майкл Муркок помітив спільні елементи між «Місцем, де все починається» та відзначеним нагородами фантастичним романом Роберта Голдстока «Ліс Міфаго»; окрім іншої схожості, обидва романи включають альтернативні світи та лісові умови.

## Стислий зміст сюжету
Сюжет зосереджений на подорожі двох головних героїв від підліткового віку до дорослого у двох альтернативних світах, реальному світі та ідилічному Тембреабрезі.
Оповідь ведеться у вигляді розділів, що чергуються, з двох абсолютно різних точок зору: Ірен Панніс і Г’ю Роджерса.  Вони живуть у передмісті неназваного американського міста, у складних умовах і з проблемними сім'ями. Вони самостійно знаходять місце, заховане в місцевому лісі, де час тече набагато повільніше, ніж у зовнішньому світі, і завжди вечір, «поріг» між своїм світом і чужим; хоча у романі Г’ю ніби знаходить його першим, натомість Айрін уже кілька років відвідує інший світ. У неї є інше життя в містечку Тембреабрезі, свого роду прийомна сім’я, і вона вивчила місцеву мову. І Ірен, і Г’ю люблять «місце, де все починається», поріг; вони відчувають там почуття причетності та дому, чого їм не вистачає в іншому місці свого життя.
Коли Г’ю натрапляє на місце, де все починається, Айрін виявляє, що в Тембреабрезі щось не так; шляхи, які з’єднують місто з рештою країни, якимось чином закриті, і ніхто не може дістатися до міста або покинути його, крім неї. Закриття не матеріальне, а емоційне; городян охоплює відчайдушний страх, який не дозволить їм вийти за межі міста. Незважаючи на її гнів на Г’ю та її обурення через те, що він порушує її приховане святилище, вони виявляють, що повинні працювати разом; вона має дедалі більші труднощі з проходженням через невидиму "браму" в інше місце, тоді як він не завжди може повернутися назад у «реальний» світ. Подорожуючи разом, вони можуть проходити туди-сюди через "поріг" за бажанням, тож повертаються до Тембреабрезі разом. Г'ю зустрічають у місті як героя, на якого вони чекали; Ірен ревнує, відчайдушно бажаючи завоювати захоплення та повагу жителів міста, а особливо мера або господаря Сарка, якого вона кохала протягом тривалого часу. Г’ю майже не усвідомлює її почуттів, але хоче завершити пошук, щоб стати гідним доньки лорда маєтку Аллі. Зрештою вони разом вирушають на місію, щоб врятувати місто та знову відкрити дороги. Разом вони вистежують чудовисько, що поширюю страх, і Г’ю вбиває його. У сутичці його поранено, але Ірен допомагає йому йти, доки вони не досягнуть порогу і долають "браму" до свого власного світу. З іншого боку, довіра та любов, які вони відкрили разом, відкривають інший вид "брами", забезпечуючи їм можливе спільне майбутнє, яке уникає руйнівних моделей їхніх власних сімей.

## Персонажі
- Аллія: білява донька лорда Горна.
- Донна: перевіряюча в продуктовому магазині, де працює Х'ю. Донні близько 40, у неї руде волосся.
- Г'ю Роджерс: 20-річний великий, важкої статури чоловік. Він один із двох героїв повісті.
- Ірен Панніс: молода маленька жінка в оправі. Вона одна з двох героїв повісті.
- Лорд Горн: лідер Гірського міста в Тембреабрезі. Лорд Горн — худий, старий, посивілий чоловік.
- Мері Генсен: мати Ірен.
- Майстер Доу Сарк: смаглявий літній чоловік, який виконує функції мера Маунтін Тауна.
- Палізот: фігура матері для Ірен у Гірському містечку.
- Патсі Соботни: молода дівчина, яка знімає кімнату Ірен у реальному світі.
- Рік: Петсі живе у хлопця.
- Софір: чоловік Палізот і батько Ірен у Гірському місті.
- Віктор Генсен: великий, красивий і жорстокий вітчим Ірен.